# Дхур

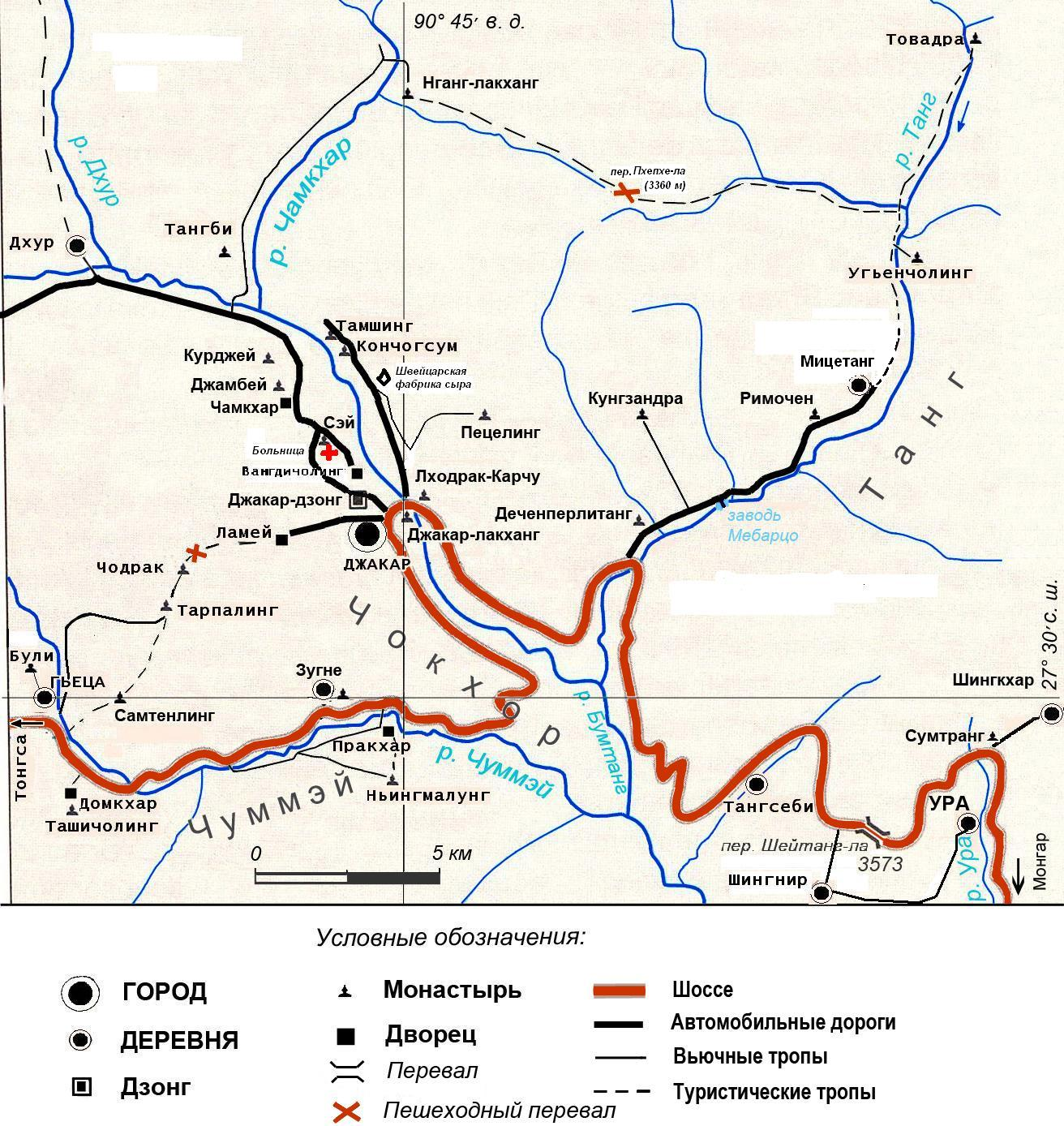
Карта центральной части Бумтанга

Дхур (дзонг-кэ གད􀰅ར་།, вайли gHur, лат. ghur, Дуэр, Дур) — посёлок в гевоге Чокхор в Бумтанге в центральном Бутане, на притоке Дхур реки Бумтанг. Состоит из нескольких деревень.
Население около 800 чел. Грунтовая автомобильная дорога от Джакара доходит почти до Дхура. За Дхуром расположены ещё несколько поселений, далее начинается подъём к горячим источникам Дхур-цачу у ледников, которые находятся у подножья Большого Гималайского хребта. Такой маршрут требует пяти дней пути через густые джунгли и перевал. Через перевалы от Дхур-цачу ведёт тропа в Лунана мимо подножия горы Гангкхар Пуенсум.
Броккат - язык, на котором в 1993 году говорило только 300 человек, которые проживали только в посёлке Дхур. Самый высокогорный населённый пункт в Бутане.